# 何昆
何昆（1898年9月25日—1930年4月16日），原名何德晟，字克信，化名李维森，湖南永兴人，中国工农红军将领，苏北红十四军建立者之一。

## 生平
幼时读过私塾，学过武艺。1924年，与同乡何德介、何德用一起赴广州投考黄埔军校。由于何昆不具备初中以上学历，于次年冬，才入黄埔军校第四期学习，在校期间加入中国共产党。1926年中山舰事件后离校，到三水县石峡地区进行活动。1927年四一二事变后，何昆从广州到武汉从事秘密工作。不久，八七会议在汉口召开，他参加了这次会议的有关工作。1927年12月，何昆参加广州起义。起义失败后，在黄沙火车站被捕。他凭借习武基础，带领部分难友逃出关押场所，潜回永兴老家短暂停留。1928年1月湘南起义爆发后，何昆向广大群众宣传中共革命思想，帮助地方党组织训练工农武装。不久后，被中共组织先后调往武汉和上海工作。
1929年冬，中共江苏省委决定，并经中共中央批准，准备将活动在南通、海门、如皋、泰兴地区的红军游击队组建为中国工农红军第十四军。1930年1月，中央军委派遣何昆偕张爱萍、何扬、宋奇等，由地下党交通员护送，自上海乘船至泰兴于2月14日抵达如皋西南乡东燕庄，与中共如皋县委、如泰工农红军会合，开始对红军游击队进行整编。2月，中央军委任命何坤为十四军军长。3月2日，红十四军在如皋西乡公布《中国工农红军第十四军十大政纲》，正式打出红十四军旗号，其后，出师连克长安市、卢家庄、西来庵等堡垒、据点。4月3日，中共通海特委和红十四军军部在如皋西南乡贲家巷召开了隆重的建军大会，通海特委张辛宣布中国工农红军第十四军正式成立，何昆任军长兼第二支队支队长，政治委员李超时，全军共1300人。何昆在大会上宣读《告工农及一切劳苦群众书》，并主持检阅了主力红军和赤卫队。4月16日，红十四军攻打如皋西南老虎庄，何昆带头冲锋，中弹阵亡。
1966年，何昆遗骨被发现后，举行隆重的迎灵仪式，将骨灰安置于县烈士馆（后随烈士馆迁建移至今如皋烈士陵园）。1980年如皋县党史部门致函湖南省党史办与湖南省民政厅，请向所属各市县区通报查询何昆籍贯与遗书。湖南省从全省40多名同名人物中最终确认了其真实身份。